# بنبان أفطس
بنبان أفطس (الاسم العلمي: Trachinotus blochii) (بالإنجليزية: Snubnose pompano)‏ هو نوع من الأسماك يتبع جنس البنبان من فصيلة الشيميات.